# Katja Klengel

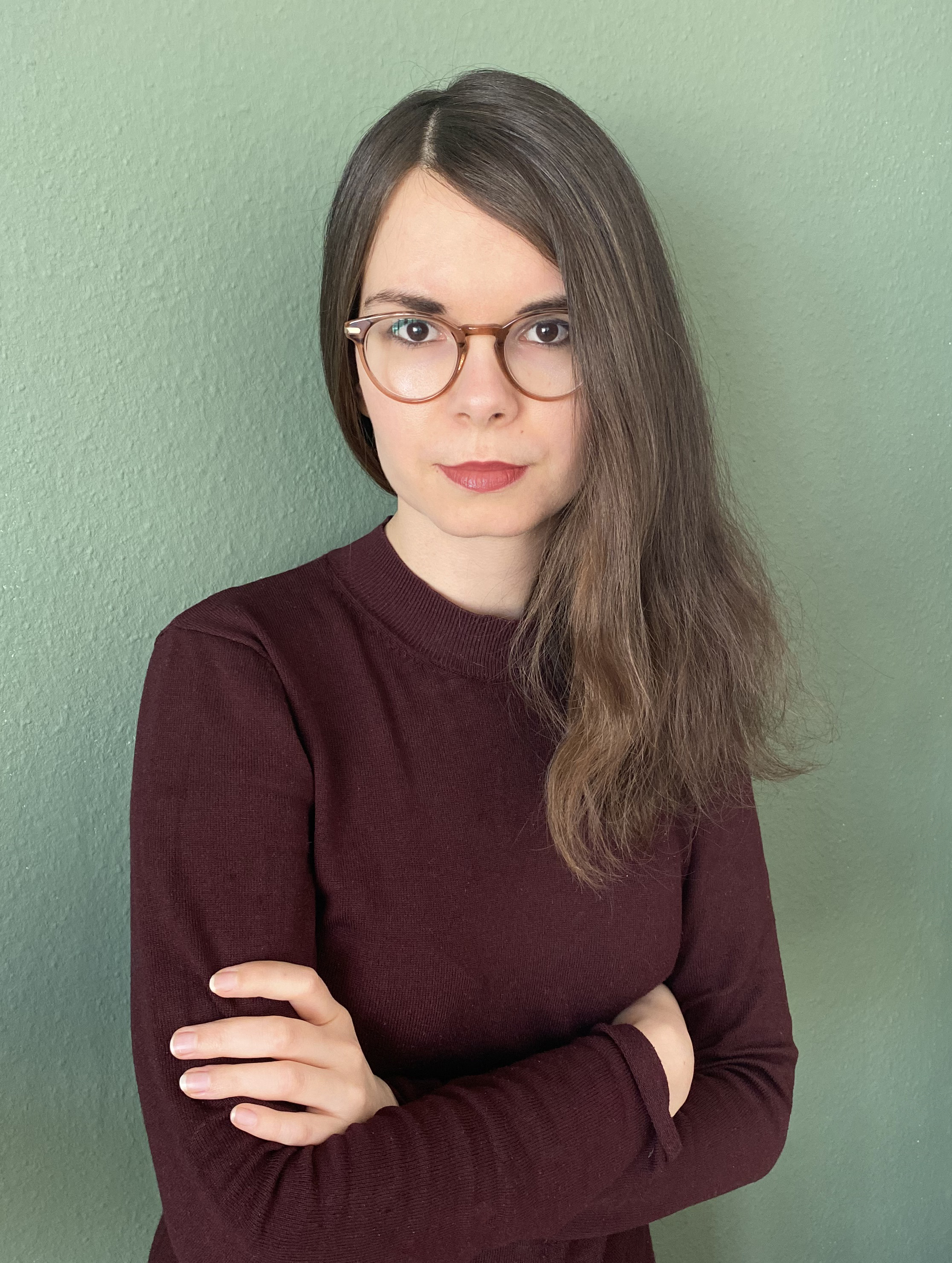
Katja Klengel 2020

Katja Klengel (* 1988 in Jena) ist eine deutsche Comic-Künstlerin und Drehbuchautorin, die seit 2005 Comics veröffentlicht. Ihr Werk ist sowohl von amerikanischen Comics und Trickfilmen als auch von Anime und Manga inspiriert und setzt sich meist mit Lebensgeschichte, Alltagsproblemen und alltäglicher Diskriminierung von Frauen auseinander. Am meisten Aufmerksamkeit, auch international, erfuhr ihre autobiographisch inspirierte Comic-Kolumne Girlsplaining.

## Leben und Werk
Katja Klengel wurde 1988 in Jena geboren. Bereits im Alter von elf Jahren lernte sie ihre langjährige Wegbegleiterin Olivia Vieweg kennen. Obwohl beide aus der Stadt Jena stammen, trafen sich die zwei im Internetforum auf der Manga-Seite Animexx.  Aus der Fanszene heraus begannen die beiden zu zeichnen. Bereits ab 2005, im Alter von jeweils nur siebzehn Jahren, setzten sich die beiden gegen andere Mitbewerber durch und konnten eigene Geschichten in Manga-Anthologien wie Manga Spot und später Es war keinmal… veröffentlichen.
Klengel studierte von 2008 bis 2014 Kunst an der Hochschule für Bildende Künste Dresden und anschließend Drehbuch an der Deutschen Film- und Fernsehakademie Berlin. Ihren Studienabschluss stellte das Fantasy-Serienprojekt Vesta dar, das im Jahr 2018 mit der Mitteldeutschen Medienförderung ausgezeichnet wurde. Klengel erzählt darin die Geschichte der 16-jährigen Hexe Vesta, die sich auf die Erde in die Hafenstadt Hagsberg teleportiert. Doch trotz der dort laufenden Hexenverfolgung durch die Menschen stellt Vestas eigene Schwiegermutter Hildegaard die größere Gefahr dar.
Seit 2012 veröffentlicht die Klengel regelmäßig online Episoden in ihrem autobiographischen Tagebuchcomic Blattonisch. Einige dieser Episoden erschienen im gleichen Jahr bei Schwarzer Turm als Comic. Ebenfalls im Jahr 2012 startete Klengel ihren täglichen Fortsetzungscomic Als ich so alt war, von dem 100 Episoden von Mai bis November in der Frankfurter Allgemeinen Zeitung veröffentlicht wurden. Der Comic spielt in Dresden und erzählt die Geschichte der alten Frau Kintzmann, die dort den Zweiten Weltkrieg miterlebt hat. Im Austausch mit ihrer Enkelin Lilli (ein Alter Ego der Künstlerin) erfährt man nach und nach, was Frau Kintzmann in ihrem Leben gesehen hat und wie ihre Erfahrungen ihren heutigen Blick auf die Welt prägen. Die Künstlerin lebte zur Zeit der Entstehung ihrer Geschichte selbst in Dresden. Als ich so alt war stellt das erste lange Comicprojekt der Künstlerin dar. 2018 veröffentlichte Casterman die Geschichte unter dem Titel Quand j'avais ton âge in französischer Übersetzung.
Von 2017 bis 2018 entstand Klengels autobiographische, in Teilen jedoch fiktionalisierte Comic-Kolumne Girlsplaining für das Online-Magazin Broadly, einem Ableger von Vice. Das feministische Projekt Girlsplaining hat sich aus Klengels Webcomic Blattonisch heraus entwickelt, weil sie sich durch das damalige Webcomicformat eingeschränkt fühlte, etwa durch die Begrenzung des Webcomicformats auf vier Panels. In sieben Kapiteln erzählt die Comic-Künstlerin vom Erwachsenwerden einer jungen Frau. Die Geschichten handeln von alltäglichen Herausforderungen und gesellschaftlichen Hürden und widmen sich zum Beispiel Themen wie der medialen Repräsentation von Frauen, Stereotypen oder Bodyshaming. Im zweiten Kapitel Der Geist der verrosteten Rasierklingen widmet sich Klengel dem gesellschaftlichen Druck bezüglich weiblicher Körperbehaarung. Im fünften Kapitel Viva la Vulva stellt die Autorin die Frage, warum unsere heutige Gesellschaft fast schon Angst vor dem Wort „Vulva“ habe. Die einzelnen Episoden von Girlsplaining erschienen gesammelt im Jahr 2018 bei Reprodukt. Der Comic Girlsplaining wurde ins Englische und Polnische übersetzt. 2020 trug Klengel zusammen mit Christopher Taubers den Comic Let there be Rock zu Sie wollen uns erzählen bei. Die Comic-Anthologie ist der Hamburger Band Tocotronic gewidmet. Die zwei Comic-Künstler verwenden Textfragmente des gleichnamigen Lieds der Band und entwickeln daraus eine eigenständige Geschichte, in der die Figuren wiederholt Textauszüge aus dem Lied zitieren.
Seit Mai 2020 trägt Klengel regelmäßig zur Reihe „Comic des Monats“ von rbbKultur bei. Zusätzlich zu den redaktionellen Texten steuert die Comiczeichnerin Videos für das Format bei. Unter dem Titel Unterm Strich: Die gezeichnete Rezension kommentiert Klengel die Comics nicht nur, sondern zeichnet auch eine persönliche Assoziation in ihrem eigenen Stil zu den besprochenen Geschichten. So entstand zum Beispiel im Juli 2020 ein Video zu Busengewunder von Lisa Frühbeis. Weitere Comickünstler, die zu dem Format beitragen, sind etwa Flix und Mikaël Ross.
Klengel zeichnet bereits seit ihrer Kindheit. Als wesentlichen Einfluss auf ihren Zeichenstil nennt die Künstlerin Disney-Filme und Anime-Serien, allen voran ihre Lieblingsserie Sailor Moon. Durch diese Serie lernte Klengel Manga kennen und lieben, insbesondere das Magical-Girl-Genre. Nach eigener Aussage versucht die Comiczeichnerin diesen Einfluss mit der Ästhetik US-amerikanischer Independent-Comics zu verbinden. Als Vorbilder für ihre autobiographischen Webcomics nennt Klengel etwa Leo Leowald und Asja Wiegand. Als prägend für ihr künstlerisches Schaffen betrachtet Klengel ebenfalls Spielzeug, auch als Ausgangspunkt für das Thema Feminismus. Bis heute ist Klengel ihre Sammlung von Figuren sehr wichtig; den Grundstein legte eine Barbie-Puppe, die sie als Kind geschenkt bekam, als sie länger krank war.
Katja Klengel lebt und arbeitet in Berlin.

## Veröffentlichungen (Auswahl)
- Yet Another Fairytale. In Es war keinmal…, Schwarzer Turm, Weimar 2006, 200 Seiten, schwarz-weiß, Taschenbuch, ISBN 3-934167-30-6.
- Blattonisch. Schwarzer Turm, Weimar 2012, 48 Seiten, farbig, Hardcover, ISBN 978-3-934167-60-5.
- Echos zusammen mit Thomas Gilke, Leo Leowald, Daniel Henze, Flix, Vero Mischitz, Bastian Baier, und Johannes Kretzschmar. In Flausen und eine Nacht von Ulf Salzmann, Schwarzer Turm, Weimar 2016, 124 Seiten, vierfarbig, Softcover mit Klappenbroschur, ISBN 978-3-934167-79-7.
- Girlsplaining. Reprodukt, Berlin 2018, 164 Seiten, vierfarbig, Hardcover, ISBN 978-3-95640-160-2.
- Als ich so alt war. Schwarzer Turm, Weimar 2022, 152 Seiten, schwarz-weiß, ISBN 978-3-9341-6798-8.
  - Quand j'avais ton âge. Casterman, Tournai 2018, 144 Seiten, ISBN 978-2-203-17153-4.
- Let there be Rock zusammen mit Christopher Taubers. In Sie wollen uns erzählen, Ventil Verlag, Mainz 2020, 128 Seiten, farbig, Hardcover, ISBN 978-3-95575-132-6.

## Kritiken und Auszeichnungen
Auch wenn laut Jan-Paul Koopmann in Die Tageszeitung die Themen aus Girlsplaining weitestgehend bekannt seien, überzeugten Klengels Geschichten dennoch, da sie „so scharfsinnig wie lustig“ erzähle. Neu ist für Koopmann, dass der Feminismus von Klengel „viel weniger eindeutig ist und ihre Fragen tatsächlich meist eher neugierig scheinen als fordernd“. Der Zeichenstil der Comickünstlerin, eine Zusammenkunft der Ästhetik von Manga und US-amerikanischen Independent-Comics, machten beim Lesen großen Spaß. Auch Andreas Platthaus zeigt sich in die Frankfurter Allgemeine Zeitung begeistert von Girlsplaining. Klengels Zeichenstil sei weiterhin originell, auch wenn das Werk mit einer Illustration pro Seite eher ein Bilderbuch als ein Comic sei. Das Werk biete immer „Amüsantes“ und auch „Offensives“ bezüglich Geschlechterverhältnis und Gesellschaftsgerechtigkeit. Beim Jugendkulturradiosender FM4 lobt Zita Bereuter Girlsplaining als „erfrischend ehrlich, lustig, leicht und unterhaltsam, aber nicht oberflächlich“. Die Leser begleiten Klengel bei ihrem Erkenntnisgewinn mit allen „Überraschungen, Schwierigkeiten und Enttäuschungen“. Die Zeichnungen in schwarz-weiß, nur mit rosa koloriert, beschreibt Bereuter als „prächtig“, Klengels Liebe zu Manga sei unverkennbar. Bei Publishers Weekly wird Girlsplaining als gewinnende Sammlung feministischer, autobiographischer Comics beschrieben („winsome collection of feminist-minded autobiographical comics“). Klengel widme sich schwierigen Themen mit einer ausgewogenen Mischung aus leichtfüßigem Humor und gefestigten Überzeugungen („tackles tough subjects, equally with an easy humor and steadfast conviction“). Laut Jenny Robins auf brokenfrontier.com sei Girlsplaining vor allem dank Klengels einfallsreicher visuellen Sprache lesenswert („[w]hat makes it worth reading though is Klengel’s sheer inventiveness in her use of visual language“). Die bunte Mischung aus Anekdoten, Metaphern, Fantasie und inneren Gesprächen sei aufgrund des treffsicheren Erzähltempos nie überwältigend, sondern stets klar lesbar („mixing of anecdote, metaphor, reality, fantasy and internal dialogue could easily be […] overwhelming, but the pacing is on point to balance this out and keep everything eminently readable“).
Im Rahmen der Akademie für Kindermedien erhielt Klengel 2018 die Mitteldeutsche Medienförderung für Vesta. Der jährlich verliehene Förderpreis ist mit 15.000 Euro dotiert. Im folgenden Jahr wurde die Comickünstlerin mit dem Rudolph-Dirks-Award für Girlsplaining in den Kategorien „Jugenddrama / Coming of Age“, „Reportage / Wissenschaft“ und „Deutschland – Szenario“ ausgezeichnet.

## Ausstellungen
Von Dezember 2009 bis April 2010 waren Arbeiten von Klengel in der gemeinsamen Ausstellung „Sonne, Mond und Kulleraugen“ mit Olivia Vieweg im Stadtmuseum Gera zu sehen. In der Zeit, als die Ausstellung stattfand, waren die zwei Comickünstlerinnen noch weitestgehend unbekannt. Klengel und Vieweg waren beide noch nicht älter als zweiundzwanzig Jahre. Die Ausstellung zeigte das ganze graphische Spektrum der zwei Künstlerinnen, was sowohl graphisch als auch inhaltlich deutlich wurde. Der Bereich Manga stellte zwar einen wichtigen Aspekt der gezeigten Werke dar, sichtbar waren aber auch andere Einflüsse, etwa aus der Gothic-Szene und Kunst des frühen 20. Jahrhunderts. Ebenfalls zu sehen waren etwa Plakate, Produktdesigns, Postkarten und Skizzenbücher.
Im Mai 2021 startete die vom Comic-Salon Erlangen ausgerichtete Wanderausstellung „Vorbilder*innen – Feminismus in Comic und Illustration“. Die Ausstellung präsentierte 29 Comic-Künstlerinnen in acht Themenbereichen, darunter befand sich Katja Klengel mit ihrem Werk Girlsplaining im Bereich „Wissen und Historie“. Bis Juni 2022 war die Ausstellung an vier Orten zu sehen, zuletzt beim 20. Comic-Salon in Erlangen.